# Catherine Rouvel
Catherine Rouvel est une actrice française, née le 31 août 1939 à Marseille.

## Biographie
Catherine Rouvel naît sous le nom d'état civil de Catherine Vitale le 31 août 1939 à Marseille.
À 14 ans, elle suit des cours de danse qu'elle abandonne au profit du théâtre. Elle entre à l'Institut cinématographique de Marseille et fait ses premiers pas avec des pièces de Molière. Elle lit Racine et, avec entre autres Marie-France Boyer, fonde la troupe du Théâtre quotidien.
Elle est révélée par le film Le Déjeuner sur l'herbe de Jean Renoir (1959) où elle tient le rôle principal féminin au côté de Paul Meurisse.
En 1970, elle tourne Mont-Dragon de Jean Valère avec Jacques Brel et Françoise Prévost, également la même année Borsalino de Jacques Deray avec Belmondo et Delon et, en 1971, La Cavale de Michel Mitrani avec Olimpia Carlisi et Miou-Miou, Ah ! Si mon moine voulait... de Claude Pierson avec  Alice Arno. Elle obtient des rôles importants à la télévision, notamment en jouant l'intrigante Béatrice d'Hirson dans Les Rois maudits.

### Reconnaissance
En 2003, elle reçoit, pour l'ensemble de sa carrière, le prix Reconnaissance de cinéphiles à Puget-Théniers, décerné par l'association Souvenance de cinéphiles.

### Vie privée
Mariée en 1958 à un professeur de lettres, Georges Rouveyre (1920-2012), Catherine Rouvel a un fils, Renaud, né en 1960.

### Cinéma

#### Longs métrages
- 1956 : Honoré de Marseille de Maurice Regamey : Une candidate au titre de Miss Flots Bleus
- 1957 : Le Naïf aux quarante enfants de Philippe Agostini
- 1959 : Le Déjeuner sur l'herbe de Jean Renoir : Nénette
- 1963 : Kriss Romani de Jean Schmidt : Saga
- 1963 : Landru de Claude Chabrol : Andrée Babeley
- 1963 : Chair de poule de Julien Duvivier : Maria
- 1963 : Le Roi du village d'Henri Gruel : Angès
- 1964 : Les Pas perdus de Jacques Robin : Sonia, dite Mazurka
- 1965 : Les Copains d'Yves Robert : la jeune femme
- 1968 : Benjamin ou les Mémoires d'un puceau de Michel Deville : Victoire
- 1969 : Mister Freedom de William Klein : La Marie Rouge
- 1970 : Mont-Dragon de Jean Valère : Pierrette
- 1970 : Borsalino de Jacques Deray : Lola
- 1970 : La Rupture de Claude Chabrol : Sonia
- 1971 : La Cavale de Michel Mitrani : Mona
- 1971 : Les Assassins de l'ordre de Marcel Carné : Danielle
- 1971 : Le Soldat Laforêt de Guy Cavagnac : Diane
- 1973 : Les Volets clos de Jean-Claude Brialy : Flora
- 1973 : Ah ! Si mon moine voulait... de Claude Pierson : la jeune femme
- 1974 : Marseille contrat (The Marseille contrat) de Robert Parrish : la maîtresse de Brizard
- 1974 : Borsalino & Co de Jacques Deray : Lola
- 1975 : Chobizenesse de Jean Yanne : Célia Bergson
- 1976 : Les Grands Moyens de Hubert Cornfield : Angélina, la compagne de Compana
- 1976 : La Victoire en chantant de Jean-Jacques Annaud : Marinette
- 1980 : Tendres Cousines de David Hamilton : Mme Lacroix
- 1984 : Louise... l'insoumise de Charlotte Silvera : Edith
- 1985 : Jubiabá (Bahia de tous les saints) de Nelson Pereira dos Santos : Amélie
- 1986 : Fuegos d'Alfredo Arias : Clara
- 1986 : Le Solitaire de Jacques Deray : Mia
- 1987 : De sable et de sang de Jeanne Labrune : Carmina
- 1992 : Les Mamies d'Annick Lanoë : Angela
- 1994 : Élisa de Jean Becker : Manina
- 2000 : Va savoir de Jacques Rivette : Mme Desprez
- 2004 : Rois et Reine d'Arnaud Desplechin : Monique Vuillard
- 2012 : Beau rivage de Julien Donada : la mère de Sandra

#### Courts métrages
- 1963 : La Demoiselle de cœur de Philippe Arthuys
- 1999 : Monette de Marie Hélia
- 2002 : Retour en ville de Karim Canama

### Télévision
- 1965 : Commandant X - épisode : Le Dossier Pyrénées de Jean-Paul Carrère
- 1965 : Le Mystère de la chambre jaune de Jean Kerchbron : Mme Mathieu
- 1969 : Le Ciel et l'Enfer (de Prosper Mérimée), téléfilm de Pierre Cardinal : Dona Urraca
- 1971 : Si j'étais vous d'Ange Casta : La boulangère
- 1971 : Nina Gypsy, téléfilm de Claude-Jean Bonnardot
- 1972 : Les Rois maudits de Claude Barma : Béatrice d'Hirson
- 1973 : Arsène Lupin (série télévisée), épisode Le Secret de l'aiguille : Geneviève
- 1973 : L'Éducation sentimentale, feuilleton télévisé de Marcel Cravenne : Rosanette
- 1974 : Le Port de Claude Santelli : Rosa La Rousse
- 1978 : Quand flambait le bocage téléfilm de Claude-Jean Bonnardot : Thérésa Tallien
- 1979 : Le tourbillon des jours, de Jacques Doniol-Valcroze : Loulette
- 1979 :  Des immortelles pour mademoiselle, de Paul Siegrist
- 1981 : Le Boulanger de Suresnes de Jean-Jacques Goron : Mme Voittin - La boulangère
- 1981 : Les Chevaux du soleil de Jules Roy : Mathilde
- 1982 : La Steppe de Jean-Jacques Goron : Olga Ivanovna
- 1984 : Les Ferrailleurs des Lilas, téléfilm de Jean-Paul Sassy : Lucienne
- 1987 : Les Enquêtes du commissaire Maigret, épisode : Un échec de Maigret de Gilles Katz
- 1998 : La Clef des champs de Charles Nemes (série TV) : Marie Bosc
- 1988 : Les Dossiers secrets de l'inspecteur Lavardin - téléfilm : L'Escargot noir de Claude Chabrol : Florence Saint-Martin
- 2019 : Capitaine Marleau - série : épisode Pace e salute, Marleau ! de Josée Dayan : Marie Crivelli